# Crotalaria rhizoclada
Crotalaria rhizoclada är en ärtväxtart som beskrevs av Roger Marcus Polhill. Crotalaria rhizoclada ingår i släktet sunnhampor, och familjen ärtväxter. Inga underarter finns listade i Catalogue of Life.